# Spinaria armata
Spinaria armata är en stekelart som först beskrevs av William Harris Ashmead 1905.  Spinaria armata ingår i släktet Spinaria och familjen bracksteklar. Inga underarter finns listade i Catalogue of Life.